# Ardachès Haroutiounian
Pour les articles homonymes, voir Haroutunian.
Ardachès Haroutiounian (en arménien : Արտաշէս Յարութիւնեան), également connu sous les noms de plume de Manishak, Ban, Shahen-Garo ou simplement Garo, né en 1873 près de Tekirdağ et mort assassiné le 16 août 1915 à Izmit, est un poète, écrivain et traducteur (depuis le français) arménien. Il est l'un des intellectuels victimes de la rafle des intellectuels arméniens du 24 avril 1915 à Constantinople.

## Biographie
Ardachès Haroutiounian naît à Malkara en 1873.
En 1902, il publie alors son premier recueil de poèmes, Լքուած քնար (Lyre abandonnée). Ce recueil est suivi par deux autres, Երկունք (Naissance) en 1906 et Նոր քնար (Nouvelle lyre) en 1912.
Il vit à Constantinople à partir de 1912, où il travaille en tant qu'enseignant et où il contribue à un certain nombre de journaux arméniens.
Pendant le génocide arménien, il se trouve à Üsküdar. Il est arrêté le 28 juillet 1915 et sévèrement tabassé au Müdüriyet. Lorsque son père vient lui rendre visite, ce dernier est aussi emprisonné. Ils sont tous les deux déportés, avec 26 autres Arméniens, à Nicomédie, et enfermés dans une église arménienne transformée en prison. Ils sont exécutés à l'arme blanche près de Derbent le 16 août 1915.
Ses poèmes sont publiés à Paris en 1937 et à Erevan en 1966.

## Œuvres
- 1902 : Լքուած քնար (Lyre abandonnée)
- 1906 : Երկունք (Naissance)
- 1912 : Նոր քնար (Nouvelle lyre)